# 夏尔·德·高斯特
夏尔·德·高斯特（Charles De Coster；1827年8月20日—1879年5月7日），比利时作家，其代表作为《乌兰斯匹格传奇》

## 生平与创作
夏尔·德·高斯特生于德国慕尼黑，父亲奥古斯丁·德·高斯特是列日人。高斯特在教会中学读书，之后在银行工作了六年。1847年他曾和一些朋友一起组成了文学团体“快乐社”。1850年，高斯特进入布鲁塞尔自由大学，专心研究文艺，1855年毕业。
1854年德·高斯特发表了自己的第一篇诗歌。1856年他开始为期刊《乌兰斯匹格传奇》（Uylenspiegel）撰稿，发表自己根据民间传说改写的故事。1858年他出版了《弗拉芒德传说集》，其中的地方色彩和荒诞情节可以见到浪漫主义的影响。1861年他的《布拉班特故事集》出版。在创作中，德·高斯特喜欢拉伯雷和蒙田的风格，并且成了十六世纪法语的爱好者，他坚持认为用较为现代的法语无法充分表达故事中弗拉芒地区的生活方式和气氛，于是他用较古老的法语进行创作。熟稔古老法语的名声给他带来了一个职位，在政府里整理古老法令以备出版，他利用这一机会读到了大量的古老手稿，1864年他辞去这一职位，专心以文学创作为业。
1867年出版的《乌兰斯匹格传奇》是他的代表作，他用了大约十年时间撰写这部作品，1869年第二版发行时易名为《乌兰斯匹格和拉姆·戈查克在弗兰德和其他地方的光荣、快活、英勇的奇遇与c传奇》，还附有三十二幅铜版插图，小说的主人公乌兰斯匹格本是十六世纪的一个农民英雄，高斯特在民间传说的基础上将其写成了一个为民族解放而斗争的弗兰德英雄的形象，常被和堂吉诃德进行比较。尽管其中夹杂了一些神秘和俚俗的成分，但仍是一部语言出色，充满诙谐的革命史诗，但颇长的篇幅和大量的插图使得这本书的价格昂贵，德·高斯特使用古法语创作的习惯也更加阻碍了普及，直到1893年的现代法语版出现后，这本书才大受欢迎，维尔哈伦称其为“这是真实反映我们国家觉醒的第一部作品”。
1870年德·高斯特成为布鲁塞尔的军事学院的普通历史和法国文学教授，但经济状况仍然一直不好，最后在1879年5月于布鲁塞尔去世。他和女友在1850-1858年间的通信于1894年出版，题名《给爱丽莎的信札》，其中提到了他对文学的一些观点。1911年在他的墓地上树立了一座纪念碑，比利时著名作家卡米耶·勒莫尼耶（Camille Lemonnier）在纪念仪式上说道：“一个人安息在这里，他解放了很多人的灵魂”。